# تقليص الرؤوس

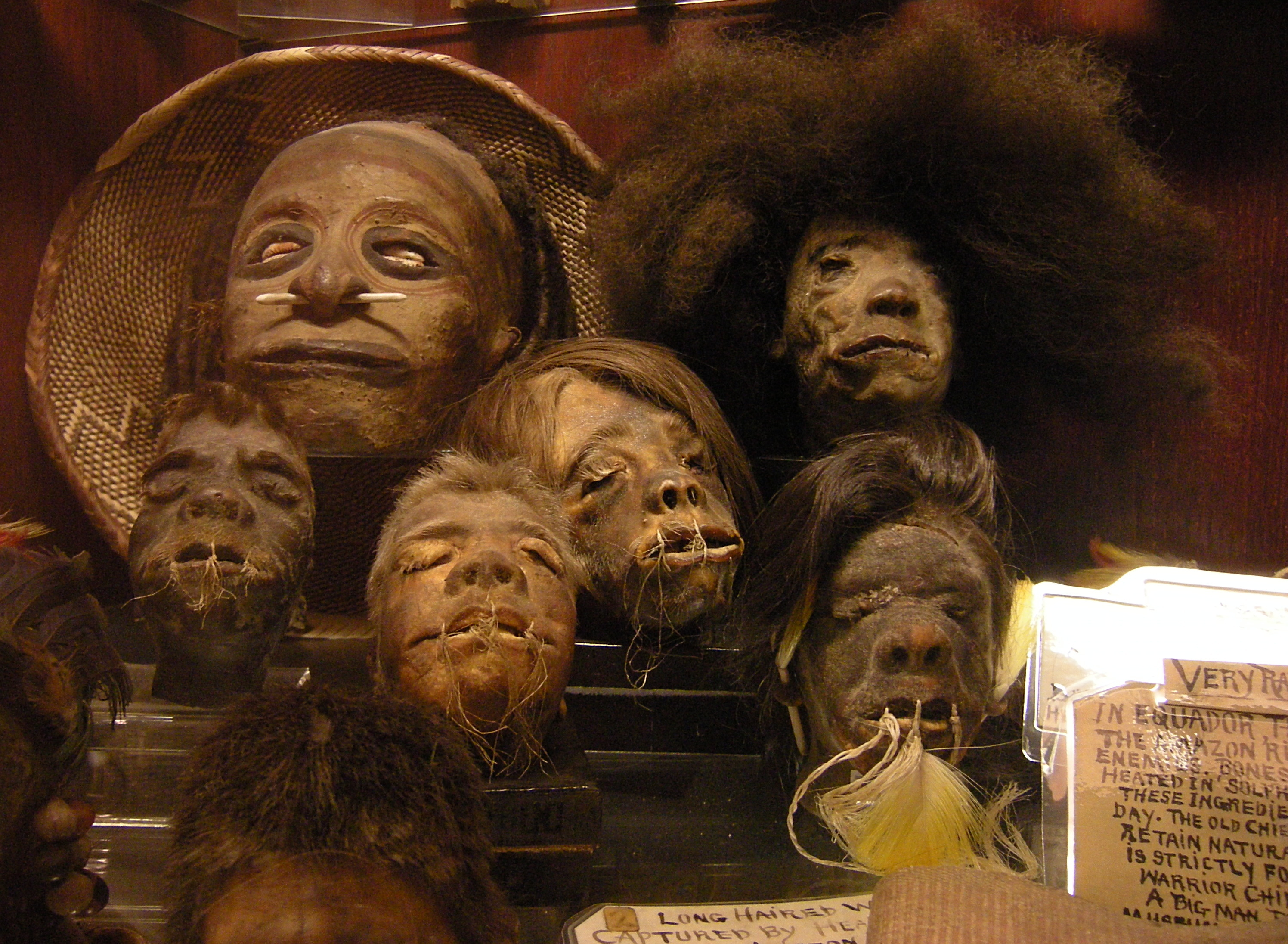
مجموعة من رؤوس المقلصة في متجر في سياتل، واشنطن، الولايات المتحدة.

تقليص الرؤوس (بالإنجليزية: Shrunken head)‏ هو رأس مقطوع ومعدل خصيصًا لاستخدامه كتذكار أو لطقوس معينة، أو لأغراض التجارة.
حدث صيد الرؤوس في العديد من مناطق العالم، ولكن ممارسة تقليص الرؤوس لم توثّق إلا في المنطقة الشمالية الغربية من غابات الأمازون المطيرة. ومن المعروف أن شعوب جيفاران [الإنجليزية] التي تشمل قبائل شوار [الإنجليزية] وأشوار [الإنجليزية] ووامبيسا وأغوارونينا [الإنجليزية] من الإكوادور وبيرو معروف لديهم ممارسة تقليص الرؤوس. كما كان العديد من زعماء القبائل يتباهون بهذه الرؤوس لإخافة الأعداء.